# Свято-Троицкий монастырь (Буххаген)
Свято-Троицкий монастырь (нем. Deutsches Orthodoxes Dreifaltigkeitskloster Buchhagen, болг. Немски православен манастир „Света Троица“) — православный мужской монастырь Западно- и Среднеевропейской епархии Болгарской православной церкви в Буххагене, близ Боденвердера района Хольцминден в земле Нижняя Саксония в Германии.
Первый монастырь на территории Германии, полностью использующий немецкий язык на богослужениях и в повседневной жизни. Братию обители составляют коренные немцы, а для поступления в монастырь требуется глубокое знание немецкого языка.
Монастырь был основан в 1990 году схиархимандритом Иоанном (Пфайффером), принявшим монашеский постриг на Афоне в Великой Лавре и вернувшимся в 1985 году на родину с целью основания монашеской обители.
Постройки монастыря сочетают элементы византийской традиции с саксонскими дороманским стилем в архитектуре. Первые строения были завершены к Пасхе 1992 года, а в 1994 году монастырь был освящён митрополитом Западно- и Среднеевропейским Симеоном (Костадиновым).
Братия монастыря занимается переводами богослужебных текстов на немецкий язык и их публикацией. Особую известность в Германии приобрела Буххагенская псалтирь — перевод Псалтири, выполненный и опубликованный в 2008 году схиархимандритом Иоанном. Для переложенных на немецкий язык песнопений используется пифагоров строй и специальная старинная нотация. Для изучающих этот вид пения изданы специальные учебные пособия.
Монастырь существует за счёт своего издательства и продажи сельскохозяйственной продукции собственного производства.